# Abraham Skorka
Abraham Skorka (5. července 1950, Buenos Aires, Argentina) je argentinský rektor Latinskoamerické rabínské školy (Seminario Rabinico Latinoamericano) v Buenos Aires, kde je zároveň profesorem biblické a rabínské literatury. V témže městě, na Universidad del Salvador, je čestným profesorem židovského náboženského práva (halachy). Skorka, původní profesí biofyzik, je rovněž rabínem židovské komunity Benei Tikva.

## Životopis
Kromě vědeckých prací z oboru biofyziky Skorka publikoval také četné články, jejichž tématem je výzkum bible a talmudu. V roce 1979 získal doktorský titul z chemie na univerzitě v Buenos Aires.
Roku 2010 mu argentinská Katolická univerzita (Universidad Católica Argentina) udělila čestný akademický titul dr. h. c. Stal se tak prvním rabínem v historii Latinské Ameriky, kterému se této pocty od katolické univerzity dostalo.

### Rozhovory s papežem Františkem
Skorka vedl řadu mezináboženských rozhovorů s někdejším arcibiskupem Buenos Aires Jorgem Mariem Bergogliem, který se později stal papežem Františkem. Hovořili spolu mj. o Bohu, fundamentalismu, ateismu, celibátu, homosexualitě, ale také holokaustu nebo smrti. Jejich dialogy nakonec vyšly knižně pod titulem O nebi a zemi (šp. Sobre el Cielo y la Tierra).
František podle Skorky čelí velmi ostré kritice z řad lidí, kterým se nelíbí „papež bez červených bot“. Jeho samotného s papežem pojí dlouholeté přátelství a je přesvědčen, že František je „nejlepším přítelem, jakého židé kdy ve Vatikánu měli".
Skorka doufal, že pokud papež pojede do Izraele, bude jej moci doprovodit. Přál si, aby se společně pomodlili na nejposvátnějších místech u Zdi nářků a v Betlémě – aby ukázali, „že to je možné". V květnu 2014 se mu tato přání splnila: s muslimským duchovním Omarem Abboudem byli při papežově cestě na Blízký Východ součástí jeho delegace, a přitom prvními příslušníky jiného vyznání.

## Dílo
- BERGOGLIO, Jorge – SKORKA, Abraham: Papež František: O nebi a zemi, Paseka Praha, 2013, ISBN 978-80-7432-305-8